# Alfredo Catalani

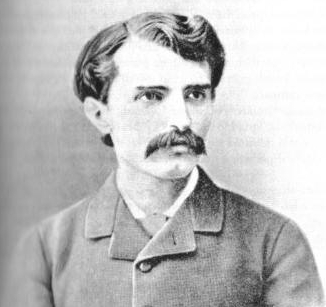
Alfredo Catalani

Alfredo Catalani (19. června 1854, Lucca – 7. srpna 1893, Milán) byl italský operní skladatel.

## Život
Catalani se narodil v Lucce, stejně jako o čtyři roky mladší Giacomo Puccini. Oba studovali u Pucciniho strýce Fortunata Magi. Catalani pak pokračoval ve studiu v Paříži. V roce 1873 se vrátil do Luccy, aby se přihlásil k vojenské službě, ale vzhledem k onemocnění tuberkulózou nebyl odveden. Odešel proto do Neapole, kde studoval u Antonia Bazziniho. Bazzini jej uvedl do salónu Clary Maffei, kde se scházeli mladí neapolští umělci, hudebníci a spisovatelé. Zde se mimo jiné seznámil Arrigem Boitem a Francem Facciem. Zde také poznal hudbu Richarda Wagnera, která na něj učinila velký dojem. Veristická opera, která v té době ovládla Itálii, ho nijak nenadchla a začal komponovat ve stylu R. Wagnera. Od nakladatele Giovannina Luccy obdržel zálohu na zkomponování opery a výsledkem byla opera Elda. Děj opery je založen na legendě o Lorelei. Premiéra se konala v roce 1876 v Turíně, opera však neměla velký úspěch. Ještě hůře dopadla Catalaniho další opera Dajanice z roku 1883.
Zhoršující se zdraví vedlo k úpadku jeho skladatelské činnosti. Navíc trpěl depresemi z aféry se ženou svého nejlepšího přítele. Když deprese překonal, zkomponoval symfonickou báseň na téma řecké báje Héra a Leander. Její úspěch v roce 1885 mu dodal sebedůvěru a výsledkem byla o rok později velmi úspěšná premiéra opery Edmea v milánské opeře La Scala. Její úspěch přispěl i k tomu, že byl v témže roce jmenován profesorem skladby na milánské konzervatoři po zemřelém skladateli Amilcare Ponchiellim.
V následujících letech skladatel zcela přepracoval operu Elda, která pod novým názvem Loreley měla při premiéře 16. února 1890 v Turíně jednoznačný úspěch. Přes ubývající síly zkomponoval ještě další operu La Wally podle německé romance. Nastudování se ujal světoznámý dirigent Arturo Toscanini, který byl operou tak nadšen, že podle ní pojmenoval i svou dceru. Opera se dočkala mimořádného úspěchu a je prakticky jedinou Catalaniho operou, která se stala trvalou součástí světového operního repertoáru. Toscanini pak předehru ke 4. jednání opery přepracoval a pod názvem Tanec vodní víly jí uvedl na koncertě v Carnegie Hall v srpnu 1952.
Skladatel začal komponovat ještě další operu na téma podle námětu Lva Nikolajeviče Tolstého, avšak na začátku srpna 1893 utrpěl krvácení a o několik dní později zemřel.

## Dílo

### Opery
- La falce (19.7.1875 Milán)
- Elda (31.1.1880 Turín)
- Dejanice (17.3.1883 Milán)
- Edmea (27.2.1886 Milán)
- Loreley (opera Elda po revizi, 16.2.1890 Turín)
- La Wally (20.1.1892 Milán)

## Orchestrální skladby
- Sinfonia a piena orchestra ("Symfonie pro velký orchestr F-dur", 1872)
- Mše pro 4 hlasy a orchestr (1872)
- Il Mattino, sinfonia romantica ("Jitro", romantická symfonie, 1874)
- La primavera pro 4 hlasy a orchestr As-dur (1877)
- Contemplazione B-dur (1878)
- Scherzo pro orchestr A-dur (1878)
- Ero e Leandro, poema sinfonico ("Hera a Leander", symfonická báseň, Milán, 1885)

## Komorní hudba
- Serenatella pro smyčcový kvartet D-dur (1889)
- Smyčcový kvartet a-moll (1873)

Kromě toho zkoponoval řadu písní a klavírních skladeb